# Danh sách trường trung học phổ thông tại Thành phố Huế
Dưới đây là danh sách các trường THPT tại Thành phố Huế, danh sách này bao gồm các trường công lập tính đến năm 2025.

## Trường chuyên
| STT                                        | Tên trường                                 | Thành lập                                  | Địa chỉ                                      |
| Trường chuyên thuộc Sở Giáo dục và Đào tạo | Trường chuyên thuộc Sở Giáo dục và Đào tạo | Trường chuyên thuộc Sở Giáo dục và Đào tạo | Trường chuyên thuộc Sở Giáo dục và Đào tạo   |
| ------------------------------------------ | ------------------------------------------ | ------------------------------------------ | -------------------------------------------- |
| 1                                          | Trường THPT chuyên Quốc học – Huế          | 1896                                       | 12 Lê Lợi, phường Vĩnh Ninh, quận Thuận Hoá  |
| Trường chuyên thuộc Trường Đại học         |                                            |                                            |                                              |
| 2                                          | Trường THPT chuyên Khoa học Huế            | 1994                                       | 38 Đống Đa, phường Phú Nhuận, quận Thuận Hoá |

## Trường công lập
| STT | Tên trường                                     | Thành lập | Địa chỉ                                                       |
| --- | ---------------------------------------------- | --------- | ------------------------------------------------------------- |
| 1   | Trường THPT Hai Bà Trưng                       | 1917      | 14 Lê Lợi, phường Vĩnh Ninh, quận Thuận Hoá                   |
| 2   | Trường THPT Nguyễn Huệ                         | 1964      | 83 Đinh Tiên Hoàng, phường Đông Ba, quận Phú Xuân             |
| 3   | Trường THPT Gia Hội                            | 1966      | 104 Nguyễn Chí Thanh, phường Gia Hội, quận Phú Xuân           |
| 4   | Trường THPT Bùi Thị Xuân                       | 1996      | 36 Lê Huân, phường Thuận Hoà, quận Phú Xuân                   |
| 5   | Trường THPT Nguyễn Trường Tộ                   | 1991      | 3 Nguyễn Tri Phương, phường Phú Nhuận, quận Thuận Hoá         |
| 6   | Trường Phổ thông Dân tộc Nội trú thành phố Huế | 1989      | 3 Huyền Trân Công Chúa, phường Phường Đúc, quận Thuận Hoá     |
| 7   | Trường THPT Đặng Trần Côn                      | 1996      | 1 Đặng Trần Côn, phường Thuận Hoà, quận Phú Xuân              |
| 8   | Trường THPT Cao Thắng                          | 2007      | 11 Đống Đa, phường Phú Nhuận, quận Thuận Hoá                  |
| 9   | Trường THPT Thuận Hoá - ĐHSP Huế               | 2014      | 34 Lê Lợi, phường Phú Hội, quận Thuận Hoá                     |
| 10  | Trường THPT Phan Đăng Lưu                      | 1961      | Quốc lộ 49, TDP Dương Nỗ Nam, phường Dương Nỗ, quận Thuận Hoá |
| 11  | Trường THPT Thuận An                           | 2004      | 73 Kinh Dương Vương, phường Thuận An, quận Thuận Hoá          |
| 12  | Trường THPT Hương Vinh                         | 1969      | Nguyễn Văn Linh, phường Hương Vinh, quận Phú Xuân             |
| 13  | Trường THPT Phong Điền                         | 1984      | 34 Văn Lang, phường Phong Thu, thị xã Phong Điền              |
| 14  | Trường THPT Tam Giang                          | 1976      | Quốc lộ 49B, phường Phong Hải, thị xã Phong Điền              |
| 15  | Trường THPT Nguyễn Đình Chiểu                  | 1995      | Quốc lộ 1, phường Phong An, thị xã Phong Điền                 |
| 16  | Trường THPT Trần Văn Kỷ                        | 2007      | Quốc lộ 49B, xã Phong Bình, thị xã Phong Điền                 |
| 17  | Trường THPT Hoá Châu                           | 2004      | Đường tỉnh 4, xã Quảng An, huyện Quảng Điền                   |
| 18  | Trường THPT Nguyễn Chí Thanh                   | 1960      | 164 Nguyễn Kim Thành, thị trấn Sịa, huyện Quảng Điền          |
| 19  | Trường THPT Tố Hữu                             | 2010      | Quốc lộ 49B, xã Quảng Công, huyện Quảng Điền                  |
| 20  | Trường THPT Đặng Huy Trứ                       | 1961      | Quốc lộ 1, phường Hương Chữ, thị xã Hương Trà                 |
| 21  | Trường THPT Bình Điền                          | 2002      | Quốc lộ 49, xã Bình Thành, thị xã Hương Trà                   |
| 22  | Trường THPT Hương Trà                          | 2007      | 10 Thống Nhất, phường Tứ Hạ, thị xã Hương Trà                 |
| 23  | Trường THPT Nguyễn Sinh Cung                   | 2003      | Đỗ Tram, thị trấn Phú Đa, huyện Phú Vang                      |
| 24  | Trường THPT Vinh Xuân                          | 2003      | Quốc lộ 49B, xã Vinh Xuân, huyện Phú Vang                     |
| 25  | Trường THPT Hà Trung                           | 2007      | Đường tỉnh 10D, xã Vinh Hà, huyện Phú Vang                    |
| 26  | Trường THPT Hương Thuỷ                         | 1959      | 35 Dạ Lê, phường Thuỷ Phương, thị xã Hương Thuỷ               |
| 27  | Trường THPT Phú Bài                            | 1992      | 18 Tân Trào, phường Thuỷ Châu, thị xã Hương Thuỷ              |
| 28  | Trường THPT An Lương Đông                      | 1960      | Quốc lộ 1, xã Lộc An, huyện Phú Lộc                           |
| 29  | Trường THPT Vinh Lộc                           | 1961      | Quốc lộ 49B, xã Vinh Hưng, huyện Phú Lộc                      |
| 30  | Trường THPT Phú Lộc                            | 1983      | Hoàng Đức Trạch, thị trấn Phú Lộc, huyện Phú Lộc              |
| 31  | Trường THPT Thừa Lưu                           | 1996      | Quốc lộ 1, xã Lộc Tiến, huyện Phú Lộc                         |
| 32  | Trường THPT Vinh Lộc                           | 1961      | Quốc lộ 49B, xã Vinh Hưng, huyện Phú Lộc                      |
| 33  | Trường THPT Nam Đông                           | 2001      | TDP 1, thị trấn Khe Tre, huyện Phú Lộc                        |
| 34  | Trường THPT A Lưới                             | 2001      | Nguyễn Thức Tự, thị trấn A Lưới, huyện A Lưới                 |
| 35  | Trường THCS và THPT Hồng Vân                   | 2007      | Đường Hồ Chí Minh (QL14), xã Hồng Vân, huyện A Lưới           |
| 36  | Trường THCS và THPT Trường Sơn                 | 2021      | Đường Hồ Chí Minh (QL14), xã Hồng Vân, huyện A Lưới           |

## Trung tâm Giáo dục nghề nghiệp - Giáo dục thường xuyên
| STT | Tên trường                             | Thành lập | Địa chỉ |
| --- | -------------------------------------- | --------- | --- |
| 1   | Trung tâm GDTX thành phố Huế           | 1993      | Cơ sở 1: 88 Ngô Quyền, phường Vĩnh Ninh, quận Thuận Hóa Cơ sở 2: 11 Đống Đa, phường Phú Nhuận, quận Thuận Hóa                                                                                                |
| 2   | Trung tâm GDNN - GDTX quận Thuận Hóa   | 2016      | 182 Phan Chu Trinh, phường Phước Vĩnh, quận Thuận Hoá |
| 3   | Trung tâm GDNN - GDTX huyện Phong Điền | 2016      | Cơ sở 1: 52 Văn Lang, tổ dân phố Khánh Mỹ, thị trấn Phong Điền, thị xã Phong Điền Cơ sở 2: tổ dân phố Trạch Thượng 2, thị trấn Phong Điền, thị xã Phong Điền Cơ sở 3: thôn 1, xã Điền Hải, thị xã Phong Điền |
|     |                                        |           | |